# 1823 au Nouveau-Brunswick
Chronologie du Nouveau-Brunswick
- 1819
- 1820
- 1821
- 1822
- 1823
- 1824
- 1825
- 1826
- 1827

Cette page concerne des événements survenus en 1823 dans la colonie du Nouveau-Brunswick.

## Événements
- 27 mars : George Stracey Smyth devient le second lieutenant-gouverneur du Nouveau-Brunswick à mourir en fonction après Thomas Carleton.

## Décès
- 27 mars : George Stracey Smyth, lieutenant-gouverneur du Nouveau-Brunswick.